# Saison 5 de Sliders
Chronologie
Saison 4
Cet article présente le guide des épisodes de la cinquième saison de série télévisée américaine Sliders : Les Mondes parallèles.

## Épisodes

### Épisode 1:Un monde sans ancrage
- Titre original : The Unstuck Man
- Numéro(s) : 71 (5-01)
- Scénariste : Bill Dial et Chris Black
- Réalisateur : Guy Magar
- Diffusion(s) :
  -  États-Unis : 11 juin 1999 sur Sci Fi Channel
  -  France : 28 février 2004 sur 13e rue
- Résumé :

Une scientifique, Diana Davies, travaillant pour le compte d’un certain Oberon Geiger, participe à une expérience visant à guérir un inconnu de son handicap moteur. Geiger, pour une raison inconnue, décide d’arrêter le compte à rebours. En parallèle, le groupe de glisseurs arrive sur une nouvelle Terre, mais ni Quinn ni Colin ne sont visibles. Maggie et Rembrandt voient l’inconnu qui leur dit s’appeler Quinn. À l’hôtel, ils ne trouvent aucune trace de leurs amis. Ils sont plutôt surpris puis font la connaissance de Diana qui leur explique que l’inconnu a croisé Quinn et Colin dans le vortex. Il a percuté Quinn et se retrouve désormais avec une double personnalité, tandis que Colin s’est démultiplié à l’infini. Le second Quinn, qui sera désormais appelé Mallory, décide de venir avec Maggie et Rembrandt afin d’être dissocié de son double, tandis que Diana, après avoir emprisonné Geiger, décide de les suivre dans le vortex.
- Commentaire :
  - Peter Jurasik (Dr Oberon Geiger) apparaît dans cet épisode.

### Épisode 2:Un monde de fluctuations quantiques
- - Titre original : Applied Physics
- Numéro(s) : 72 (5-02)
- Scénariste : Chris Black
- Réalisateur : David Eagle
- Diffusion(s) :
  -  États-Unis : 18 juin 1999 sur Sci Fi Channel
  -  France : 29 février 2004 sur 13e rue
- Résumé :

Le groupe de glisseurs arrive sur une nouvelle Terre. Peu habituée à l’existence de ses doubles, Diana rencontre son alter-égo, qui a laissé tomber la physique au profit de la littérature, s’est mariée, mais élève seule sa fille, parce que son mari est irresponsable. Souhaitant modifier la vie de son double, elle libère accidentellement le docteur Geiger et les choses tournent mal lorsque le double de Diana devient directrice adjointe du laboratoire où travaille Geiger. Pendant ce temps, Mallory est victime d’une crise d’identité qui lui envoie tous les souvenirs de l’ancien Quinn…
- Commentaire :
  - Peter Jurasik (Dr Oberon Geiger) apparaît dans cet épisode.
  - Une allusion est faite à l'épisode un monde en déroute (saison 4, épisode 21).

### Épisode 3:Un monde en guerre
- Titre original : Strangers and Comrades
- Numéro(s) : 73 (5-03)
- Scénariste : Keith Damron
- Réalisateur : Richard Compton
- Diffusion(s) :
  -  États-Unis : 25 juin 1999 sur Sci Fi Channel
  -  France : 6 mars 2004 sur 13e rue
- Résumé :

Les glisseurs arrivent sur un astéroïde où les humains et les Kromaggs sont en guerre. Afin de survivre, ils décident d’aider le chef humain, Vernon Larson, à protéger un blockhaus.
- Commentaire : 
  - Seul épisode où les glisseurs arrivent sur un astéroïde et non sur une Terre parallèle.
  - Cet épisode permet de découvrir, quelle est l'arme que les parents de Quinn et Colin avaient utilisés pour vaincre les Kromaggs sur leur Terre.
  - L'arme utilisée pour lutter contre les Kromagges est le Voraton KR-17

### Épisode 4:Un monde loin des barbares
- Titre original : The Great Work
- Numéro(s) : 74 (5-04)
- Scénariste : Robert Masello
- Réalisateur : Reza S. Badiyi
- Diffusion(s) :
  -  États-Unis : 9 juillet 1999 sur Sci Fi Channel
  -  France : 7 mars 2004 sur 13e rue
- Résumé :

Les glisseurs arrivent sur une Terre où les humains vivent tous comme des moines. Maggie, ayant été blessée, reçoit des soins intensifs, tandis que Rembrandt, Mallory et Diana, font la connaissance du gardien, un certain Abraham. Mais les Volsangs, un groupe de barbares, ont prévu d’envahir l’île…
- Commentaire :
  - Une allusion est faite à l'épisode un monde de faux prophètes (saison 4, épisode 2).

### Épisode 5:Un monde de félicité illusoire
- Titre original : New Gods for Old
- Numéro(s) : 75 (5-05)
- Scénariste : David Gerrold
- Réalisateur : Richard Compton
- Diffusion(s) :
  -  États-Unis : 16 juillet 1999 sur Sci Fi Channel
  -  France 13 mars 2004 sur 13e rue
- Résumé :

Sur une Terre où l’Athéisme semble être de rigueur, les glisseurs, poursuivis par des anti-religieux, sautent dans le vortex, mais Mallory, qui glisse le dernier, est touché à la moelle spinale par un laser. Sur la seconde Terre, un groupe de hippies accepte de soigner Mallory en lui offrant une eau très spéciale. Mais une fois qu’il a bu l’eau, Mallory devient comme hypnotisé. Rembrandt, Maggie et Diana le forcent à glisser avec eux, mais sur la troisième Terre, Mallory essaie de contaminer tout le monde avec un échantillon de cette eau…
- Commentaire : 
  - À partir de cet épisode, la personnalité de Quinn semble avoir disparu pour toujours. Mallory en informe les autres glisseurs.
  - Dans cet épisode, les glisseurs explorent un groupe de trois terres quasi-similaires, rencontrant les mêmes protagonistes (ayant cependant pris des chemins différents) à chacune de leurs glisses.

### Épisode 6:Un monde de crédit illimité
- Titre original : Please Press One
- Numéro(s) : 76 (5-06)
- Scénariste : William Bigelow
- Réalisateur : Paul Lynch
- Diffusion(s) :
  -  États-Unis : 23 juillet 1999 sur Sci Fi Channel
  -  France : 14 mars 2004 sur 13e rue
- Résumé :

Sur une Terre où tout le monde semble vivre en fonction d’une machine à crédit, Maggie, qui voulait acheter de quoi manger, est enlevée et enfermée dans une salle spéciale où elle se lie d’amitié avec un homme virtuel et un opposant au régime cybernétique. Pendant ce temps, les autres glisseurs tentent de la libérer avec l’aide d’un clochard, ancien employé de l’entreprise.
- Commentaire :

### Épisode 7:Un monde de presse à scandale
- Titre original : A Current Affair
- Numéro(s) : 77 (5-07)
- Scénariste : Steve Stoliar
- Réalisateur : David Eagle
- Diffusion(s) :
  -  États-Unis : 30 juillet 1999 sur Sci Fi Channel
  -  France : 20 mars 2004 sur 13e rue
- Résumé :

Les glisseurs arrivent dans un monde où la population ne semble intéressée que par les potins, les informations dites "sérieuses" n'étant lues ni écoutées par personne. Le Président joue sur cette situation afin de mener discrètement une guerre contre la Suisse, dont ni la population ni les journalistes ne semblent donc au courant.
Maggie est précipitée dans les bras du Président, et tout le monde croit qu’elle est sa maîtresse. Un journaliste d'investigation décide d’aider Mallory à prouver à la population qu’elle se trompe.
- Commentaire : 
  - À noter dans cet épisode, que le rôle du journaliste Bobby Hawkes est tenu par Michael Manasseri, connu pour son rôle de Wyatt Donnelly dans la série Code Lisa.

### Épisode 8:Un monde de café jazz
- Titre original : Java Jive
- Numéro(s) : 78 (5-08)
- Scénariste : Janet Saunders et Jennifer McGinnis
- Réalisateur : Jeff Woolnough
- Diffusion(s) :
  -  États-Unis : 6 août 1999 sur Sci Fi Channel
  -  France : 21 mars 2004 sur 13e rue
- Résumé :

Les glisseurs arrivent dans un monde où le café est une drogue illégale. Ils aident Angie, la propriétaire d’un club, qui est menacée par des policiers plus ou moins corrompus. Le problème, c’est que le double de Rembrandt est lui aussi un policier.
- Commentaire :

### Épisode 9:Un monde de conquête spatiale
- Titre original : The Return of Maggie Beckett
- Numéro(s) : 79 (5-09)
- Scénariste : Chris Black
- Réalisateur : Peter Ellis
- Diffusion(s) :
  -  États-Unis : 13 août 1999 sur Sci Fi Channel
  -  France : 27 mars 2004 sur 13e rue
- Résumé :

Les glisseurs sont sur une Terre où le double de Maggie était une astronaute très célèbre, partie sur la planète rouge, mais qui n’est jamais revenue. Maggie est prise pour son double et elle est kidnappée et emmenée dans un quartier où un inconnu qui prétend être son père souhaite la rencontrer…
- Commentaire : 
  - Cet épisode est plus centré sur la vie de Maggie avant qu'elle ne devienne une Glisseuse.
  - Dans cet épisode (au début et à la fin), on peut apercevoir la mairie et les alentours de Retour Vers le Futur.

### Épisode 10:Un monde de fumeurs
- Titre original : Easy Slider
- Numéro(s) : 80 (5-10)
- Scénariste : Tim Burns, Janet Saunders et Jennifer McGinnis
- Réalisateur : David Peckinpah
- Diffusion(s) :
  -  États-Unis : 20 août 1999 sur Sci Fi Channel
  -  France : 28 mars 2004 sur 13e rue
- Résumé : Les glisseurs sont sur une Terre où les moteurs à essence sont formellement interdits. Le problème, c’est que Mallory est tombé amoureux d’une fumeuse, Samantha…
- Commentaire : 
  - Dans cet épisode, le rôle de l'officier Phil est tenu par Neil Flynn, connu pour être le concierge (« Janitor » en VO) dans la série Scrubs.

### Épisode 11:Un monde requiem
- Titre original : Requiem
- Numéro(s) : 81 (5-11)
- Scénariste : Michael Reaves
- Réalisateur : Paul Lynch
- Diffusion(s) :
  -  États-Unis : 10 septembre 1999 sur Sci Fi Channel
  -  France : 4 avril 2004 sur 13e rue
- Résumé :

Alors que les glisseurs sont dans un monde paradisiaque, Rembrandt souffre d’horribles flashbacks. Le reste du groupe décide de l’aider à comprendre les origines de ce mal mystérieux.
- Commentaire : 
  - À part les glisseurs, l’épisode ne comporte que des Kromaggs. D’ailleurs, il s’agit du dernier épisode où on les voit et cette histoire permet également de comprendre ce qui est arrivé à Wade.
  - À 14 minutes 45 secondes, on voit un flashback de Rembrandt qui parle avec Wade et la serre dans ses bras (dans le flashback, c'est la vraie "Sabrina Lloyd" dans l'épisode un monde enchanté, saison 3 épisode 7). Mais la Wade dans le bocal, c'est une actrice qui fait Wade, ce n'est pas "Sabrina Lloyd".
  - Maria Stanton interprète le double de Wade.
  - Par contre, c'est bien Sabrina Lloyd qui fait la voix de Wade dans cet épisode.
  - Incohérence: Lorsque Rembrandt raconte à ses amis comment Wade a été enlevée par les Kromaggs, sa version dans cet épisode diffère de celle racontée lors de l'épisode 1 de la saison 4. En effet, dans l'épisode "Un Monde Requiem" (épisode 11 saison 5), Rembrandt raconte à Mallory, Maggie et Diana que Wade a été emmenée par les Kromaggs sous ses yeux, qu'elle pleurait et que ses yeux reflétaient la peur. Il a alors raconté ne pas avoir réagi à son enlèvement car les Kromaggs lui ayant fait subir un lavage de cerveau, il ne savait plus très bien démêler la réalité de ses hallucinations. Or, dans l'épisode "Un Monde sous Tutelle" (épisode 1 saison 4), Rembrandt a raconté à Quinn et à Maggie que lorsque les Kromaggs ont tenté d'enlever Wade, celui-ci s'est interposé et a été frappé à la tête, perdant connaissance. A son réveil, Wade avait disparu.
  - Une allusion est faite à l'épisode le monde des dinosaures (saison 2, épisode 11).
  - Une allusion est faite à l'épisode un monde de zombies (saison 3, épisode 18).
  - Une allusion est faite à l'épisode un monde selon Stoker (saison 3, épisode 24).
  - Une allusion est faite à l'épisode un monde de félicité illusoire (saison 5, épisode 5).

### Épisode 12:Un monde de créativité proscrite
- Titre original : Map of the Mind
- Numéro(s) : 82 (5-12)
- Scénariste : Robert Masello
- Réalisateur : Paul Raimondi
- Diffusion(s) :
  -  États-Unis : 17 septembre 1999 sur Sci Fi Channel
  -  France : 11 avril 2004 sur 13e rue
- Résumé :

Le groupe de glisseurs arrive sur une Terre où les artistes sont enfermés dans un institut psychiatrique et y subissent une "recartographie mentale", i.e une sorte de lobotomie. Mallory tente de se faire passer pour un médecin, tandis que Diana est emprisonnée.
- Commentaire :

### Épisode 13:Un monde de morts programmées
- Titre original : A Thousand Deaths
- Numéro(s) : 83 (5-13)
- Scénariste : Keith Damron
- Réalisateur : David Peckinpah
- Diffusion(s) :
  -  États-Unis : 24 septembre 1999 sur Sci Fi Channel
  -  France : 17 avril 2004 sur 13e rue
- Résumé : Les Glisseurs tentent d’aider Maggie qui est coincée dans une réalité virtuelle, dans laquelle elle meurt plusieurs fois, à chacune de ses morts, elle souffre de plus en plus.
  - Commentaires :

### Épisode 14:Un monde de pirates
- Titre original : Heavy Metal
- Numéro(s) : 84 (5-14)
- Scénariste : Chris Black
- Réalisateur : Guy Magar
- Diffusion(s) :
  -  États-Unis : 1er octobre 1999 sur Sci Fi Channel
  -  France : 3 avril 2004 sur 13e rue
- Résumé :

Recueilli par un bateau, le groupe de glisseurs est attaqué par un bateau pirate. Maggie tombe amoureuse de leur chef.
- Commentaires :
- à partir de cet épisode, le minuteur devient défectueux
- Cet épisode ne contient aucun effet de glisse, tout comme l'épisode un monde obsédant (3x05)
- Erreur de continuité : Maggie dit au début de l'épisode que c'est la première fois qu'ils glissent dans l'océan mais c'était déjà le cas dans l'épisode un monde hybride (3x25) où ils arrivaient dans l'océan à proximité d'une île

### Épisode 15:Un monde où le cristal vit
- Titre original : To Catch a Slider
- Numéro(s) : 85 (5-15)
- Scénariste : Bill Dial
- Réalisateur : Peter Ellis
- Diffusion(s) :
  -  États-Unis : 14 novembre 1999 sur Sci Fi Channel
  -  France : 18 avril 2004 sur 13e rue
- Résumé :

Les glisseurs arrivent dans un nouveau monde rempli de pierres précieuses. Le problème, c’est que leur minuteur est complètement détraqué. Pendant que Diana se fait séduire par un policier, Maggie et Rembrandt se rendent à l’hôtel et tentent de déjouer un cambriolage. Pendant ce temps, Mallory est lui aussi séduit par une grande vedette de films pornographiques, mais il ignore que c’est un travesti.
- Commentaire :
- Une allusion est faite à l'épisode un monde de pyramides (saison 3, épisode 14).

### Épisode 16:Un monde de poussière
- Titre original : Dust
- Numéro(s) : 86 (5-16)
- Scénariste : Tim Burns et Bill Dial
- Réalisateur : Reynaldo Villalobos (en)
- Diffusion(s) :
  -  États-Unis : 21 janvier 2000 sur Sci Fi Channel
  -  France : 24 avril 2004 sur 13e rue
- Résumé :

Les glisseurs arrivent dans un monde désertique. Ils décident d’aider une équipe d’archéologues. Pendant ce temps, Rembrandt découvre que son double était un Dieu.
- Commentaire : 
  - Le rôle du Professeur Jack Bigelow est tenu par Ken Jenkins qui a ensuite interprété le Dr Bob Kelso dans la série Scrubs. À noter, que l'acteur est intervenu dans la saison 4 épisode 22 dans le rôle du Professeur Robert J. Clark.

### Épisode 17:Un monde prêt à disparaître
- Titre original : Eye of Storm
- Numéro(s) : 87 (5-17)
- Scénariste : Chris Black
- Réalisateur : David Peckinpah
- Diffusion(s) :
  -  États-Unis : 28 janvier 2000 sur Sci Fi Channel
  -  France : 10 avril 2004 sur 13e rue
- Résumé :

Les glisseurs retrouvent un homme qu’ils croient être Geiger, mais cet homme est en réalité son double. Diana décide d’aider Geiger, en échange de la libération de Quinn et de la possibilité pour les glisseurs de rentrer chez eux. Mais Geiger étant trop fourbe, il est abattu.
- Commentaire : 
  - Cet épisode marque la dernière apparition de Peter Jurasik dans le rôle du docteur Oberon Geiger. C'est aussi le dernier épisode, dans lequel les Glisseurs tentent de séparer les deux Quinn, et de faire revenir Colin.
  - Peter Jurasik (Dr Oberon Geiger) apparaît dans cet épisode.
  - Dans cet épisode, on revoit Jerry O'Connell quelques instants en images d'archive lorsque les Glisseurs tentent de séparer les deux Quinn.

### Épisode 18:Un monde de fans
- Titre original : The Seer
- Numéro(s) : 88 (5-18)
- Scénariste : Keith Damron
- Réalisateur : Paul Cajero
- Diffusion(s) :
  -  États-Unis : 4 février 2000 sur Sci Fi Channel
  -  France : 25 avril 2004 sur 13e rue
- Résumé :

Les glisseurs arrivent sur une Terre où ils sont accueillis comme des héros. Un médium est parvenu à suivre leurs aventures et ces dernières sont devenues une série télévisée. Malheureusement, les glisseurs apprennent que la prochaine glisse qu’ils effectueront sera peut-être la dernière. Ne voulant pas écouter le médium, les glisseurs tentent de glisser, mais la fille du médium les empêche de partir. Puis elle envoie des hommes de mains à l'hôtel des glisseurs et ces derniers détruisent le minuteur que Diana ne pourra pas réparer. Finalement, les glisseurs trouvent un canon à vortex et Diana le met en route pendant que Rembrandt, contre l’avis de ses amis, s’injecte un virus anti-Kromags dans le bras avant de glisser. Le vortex se referme, une seule personne pouvait glisser, et Maggie, Diana et Mallory restent devant l'endroit où Rembrandt a glissé.
- Commentaire : 
  - C'est le dernier épisode de la série qui se termine sur un cliffhanger qui ne sera jamais utilisé puisque la série n'a pas été renouvelée pour une sixième saison.